# Pectinaleyrodes culcasiae
Pectinaleyrodes culcasiae là một loài côn trùng cánh nửa trong họ Aleyrodidae, phân họ Aleyrodinae.
Pectinaleyrodes culcasiae được Cohic miêu tả khoa học đầu tiên năm 1969.